# Françoise Sagan
Françoise Sagan, cuyo nombre real era Françoise Quoirez (Cajarc, Lot, 21 de junio de 1935-Honfleur, Calvados, 24 de septiembre de 2004) fue una dramaturga, novelista y guionista francesa, a menudo considerada como integrante de la Nouvelle Vague, pues también dirigió varias películas.

## Biografía
Sagan nació el 21 de junio de 1935 en Cajarc (Lot), donde pasó su infancia rodeada de animales, una pasión que la acompañó toda su vida. Apodada «Kiki», era la hija menor de padres burgueses: su padre, director de empresa, y su madre, hija de terratenientes.
Su familia pasó la Segunda Guerra Mundial (1939-1945) en el Dauphiné y luego en el Vercors. Su bisabuela paterna era rusa, de San Petersburgo. La familia tenía una casa en el próspero distrito 17 de París, al que regresaron tras la guerra. Sagan fue expulsada de su primer colegio, un convento, por «falta de espiritualidad profunda». Fue expulsada del colegio Louise-de-Bettignies porque había «colgado un busto de Molière con un trozo de cuerda». Obtuvo el bachillerato al segundo intento, en el cours Hattemer, y fue admitida en la Sorbona en otoño de 1952. Fue una estudiante indiferente, y no se graduó.
El seudónimo «Sagan» lo tomó de un personaje (Princesse de Sagan) de À la recherche du temps perdu (En busca del tiempo perdido), de Marcel Proust. La primera novela de Sagan, Bonjour tristesse, se publicó en 1954, cuando tenía 18 años. Tuvo un éxito internacional inmediato. La novela trata de la vida de una joven de 17 años llamada Cécile y su relación con su novio y su padre viudo y playboy. La obra fue llevada al cine por el director estadounidense Otto Preminger.
En 1956 publicó su segunda novela, Un certain sourire (Una cierta sonrisa), escrita en solo dos meses y dedicada a su gran amiga Florence Malraux.
A estas obras se añadieron 'Dans un mois, dans un an' (1957), 'Aimez-vous Brahms?' (1959), 'Les merveilleux nuages' (1961), 'La chamade' (1965), 'Des bleus à l'âme' (1972), 'Le lit défait' (1977) y 'Il fait beau jour et nuit' (1979), todas ellas novelas. También escribió obras teatrales, como 'Château en Suède' (1960), 'Les violons parfois...' (1961), 'Le cheval évanoui' (1966), 'Un piano dans l'herbe' (1970) y 'Le chien couchant' (1980). En 1993 publicó sus memorias en 'Con toda mi simpatía'.
En 1960, en plena guerra de Argelia, firmó el Manifiesto de los 121. En represalia, la organización terrorista de extrema derecha OAS colocó una bomba en casa de sus padres el 23 de agosto de 1961, pero la explosión sólo causó daños materiales.
Durante una carrera literaria que duró hasta 1998, Sagan produjo docenas de obras, muchas de las cuales han sido filmadas. Mantuvo el estilo austero de la novela psicológica francesa incluso cuando el nouveau roman estaba de moda. A menudo se considera que las conversaciones entre sus personajes tienen un trasfondo existencial. Además de novelas, obras de teatro y una autobiografía, escribió letras de canciones y guiones de cine.

## Sus primeros encargos
En 1954, Hélène Gordon-Lazareff, la directora de la revista Elle, le encargó una serie de artículos sobre el sur de Italia y se convirtió, de esta forma, en una reportera que recorrió de sur a norte el país.
Los títulos semanales de sus reportajes comenzaban con «Buenos días» («Buenos días Nápoles», «Buenos días Capri», «Buenos días Venecia», etc.). Ese «Buenos días» (Bonjour) se convirtió en su marca de autor. Sin embargo, el título podría provenir del segundo verso del poema «À peine défigurée», publicado en el libro La vie immédiate (1932) de Paul Éluard.
Entre los temas favoritos de Sagan destacaron la vida fácil, los coches rápidos, las residencias burguesas, el sol, una mezcla de cinismo, de sensualidad, de indiferencia y de ociosidad.

## Vida personal

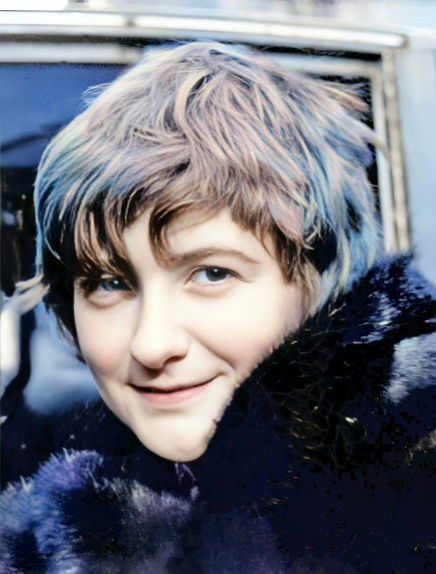
Françoise Sagan en Italia, de luna de miel, 1962. Fotografía coloreada.

Sagan se casó dos veces. El 13 de marzo de 1958 se casó con su primer marido, Guy Schoeller, editor de Hachette, 20 años mayor que Sagan. La pareja se divorció en junio de 1960. En 1962 se casó con Bob Westhoff, un joven playboy y aspirante a ceramista estadounidense. La pareja se divorció en 1963; su hijo Denis Westhoff nació en junio de 1962. A continuación mantuvo una larga relación con la estilista Peggy Roche. También tuvo un amante, Bernard Frank, un ensayista casado, y comenzó una larga relación con la editora francesa de Playboy Annick Geille, después de que Geille le pidiera un artículo para su revista.
Denis Westhoff, su único hijo, trabajó mucho por la memoria de su madre. En 2010, su hijo Denis creó el Prix Françoise Sagan.

## Salud y muerte
En 1957 sufrió un grave accidente al volante de su Aston Martin en el que casi perdió la vida. Para mitigar el dolor, los médicos le administraron un derivado de la morfina. Al salir del hospital, se sometió a curas de desintoxicación, pero no consiguió desengancharse y empezó a beber. En octubre de 1985, durante un viaje a Colombia con el presidente François Mitterrand padeció un serio incidente respiratorio. Consumía drogas y alcohol sin moderación, en febrero de 1995, había sido condenada a un año de prisión y una multa por consumo de cocaína y alcohol. 
Françoise Sagan fue una mujer que nunca se arrepintió de lo que había vivido, y vivió mucho. Sus novelas, dijo en cierta ocasión el escritor Valentí Puig, "son como un terciopelo de amores truncados y de aventuras en el caudal de la madrugada". Ella disfrutó y sufrió el escándalo, las juergas nocturnas, el sexo, el alcohol.
En la década de 2000 se informó de que la salud de Sagan era precaria. En 2002, no pudo comparecer en un juicio en el que fue condenada por fraude fiscal en un caso en el que estaba implicado el expresidente francés François Mitterrand y recibió una sentencia suspendida. Sagan falleció de una embolia pulmonar en Honfleur (Calvados) el 24 de septiembre de 2004, a la edad de 69 años. A petición propia, fue enterrada en Seuzac (Lot), cerca de su querido pueblo natal, Cajarc.
En su declaración de duelo, el presidente francés Jacques Chirac declaró: «Con su muerte, Francia pierde a una de sus escritoras más brillantes y sensibles, una figura eminente de nuestra vida literaria».
Ella misma escribió su propia necrológica para el Diccionario de Autores compilado por Jérôme Garcin: «Apareció en 1954 con una esbelta novela, Bonjour tristesse, que provocó un escándalo en todo el mundo. Su muerte, tras una vida y una obra placenteras y chapuceras a partes iguales, fue un escándalo sólo para ella misma".

## Película
La vida de Sagan fue dramatizada en una película biográfica, Sagan, dirigida por Diane Kurys, estrenada en Francia el 11 de junio de 2008. La actriz francesa Sylvie Testud interpretó el papel principal.

## Obra
Además de Buenos días, tristeza, la autora ha abarcado una amplia y diversa obra, compuesta por novelas, obras teatrales, entrevistas y otros textos. Algunas de sus obras son:
- Buenos días, tristeza. Quinteto, 2003, ISBN 978-84-95971-93-7
- La mujer pintarrajeada.
- ¿Le gusta Brahms?.
- Un disgusto pasajero. RBA Coleccionables, 2001, ISBN 978-84-473-1804-9
- Golpes en el alma.
- Una cierta sonrisa.
- Un poco de sol en el agua fría.
- El guardián del corazón.
- Una tormenta inmóvil.
- La soga. Salvat, 1994, ISBN 978-84-345-9013-7
- Las maravillosas nubes.
- La cama deshecha. Plaza & Janés, 1991, ISBN 978-84-01-81164-7
- Ojos de seda, 1977.
- Carta de amor a Jean-Paul Sarte publicada en la Esquina de Germán Uribe
- Les Quatre coins du coeur, 2019.